# Parviz Sobirov
Parviz Sobirov (12 de noviembre de 1980) es un deportista tayiko que compitió en judo. Ganó dos medallas en el Campeonato Asiático de Judo en los años 2005 y 2012.

## Palmarés internacional
| Campeonato Asiático | Campeonato Asiático  | Campeonato Asiático | Campeonato Asiático |
| Año                 | Lugar                | Medalla             | Categoría           |
| ------------------- | -------------------- | ------------------- | ------------------- |
| 2005                | Taskent (Uzbekistán) | Medalla de bronce   | –90 kg              |
| 2012                | Taskent (Uzbekistán) | Medalla de plata    | –90 kg              |